# 陈序经
 陈序经（1903年—1967年），男，广东文昌人( 今改隸海南省 ），思想家、社会学家、历史学家，在社会学、经济学、民族学、历史学等方面都有独到研究。

## 生平
1903年9月1日，陳序經出生于海南岛文昌县清瀾附近的瑤島村。瑤島陳氏可追溯到宋代的進士陳俊卿，他的曾孫陳璠由莆田遷到文昌。父親陳繼美是一個商人負責給各個店鋪辦貨，隨著生意越做越大，重心也慢慢轉到南洋，還經營椰子和膠樹的種植。1907年，四歲時母親吳氏送他到私塾啟蒙。1909年，父親帶他下南洋到新加坡讀書。1912年，母親去世，跟隨父親返回文昌老家，到附近的致远小学讀書。因為母親去世，陳序經的生活學習都是由三叔的遺孀照料。1914年，轉到到文昌模範小學唸書。1915年，又到新加坡讀書就读于育英學校，不久就轉入道南學校，兩個月後轉入養正學校，一年後又回育英學校。頻繁轉校一方面是因為他自小有討厭洋人的心理，另一方面是父親害怕他“變番”，甚至不同意他學習英文。1919年夏，入讀剛剛開辦的南洋华侨中学，不過只唸了三個月就回國了。1920年6月，经过自学和补习，考入广州岭南大學附屬中学，直接进入三年级学习，學習穩定之後他便參與了校刊的編輯，認識了嶺南大學《南風報》的編輯陳受頤。1922年4月，陳序經從嶺大附中退學，到上海投考沪江大学生物系。1923年夏，陳序經跟隨鄭章成和國立東南大學的吳憲文、王家揖等人組成了一個生物標本蒐集團，到溫州等地採集標本。在滬江他還認識了化學系的張德緒，二人成為至交。1924年1月，二年级時化學系主任常常找他談論宗教問題勸他加入浸信會。陳序經不愿信教，於是暑假結束從南洋回到上海後转入复旦大学社会学系學習。1925年夏，從复旦大学社会学系畢業，8月5日，赴美留學。到達西雅圖後乘火車到厄巴納入讀伊利諾大學研究生院。在伊利諾大學結識了林崇禎、林崇誠、伍瑞麟、張鏡輝、張純明等人。1926年8月14日，獲政治學碩士學位，後繼續攻讀获政治学博士。
1928年6月13日，畢業，博士论文为《现代主权论》。暑假，他和陳受頤一起回國，途徑日本短暫觀光後抵達上海。陳受頤勸他到岭南大学任教，嶺大校長鍾榮光在上海兼任中央僑務局長，便南下廣州在嶺南大學社會學系任教。广东省国民政府主席林云陔请他出任广州教育局长，婉拒。1929年8月20日，在新加坡完婚。9月初，携夫人黃素芬赴柏林大学研究政治学、主权论和社会学。1931年，到基爾大學世界經濟研究院學習，在基爾還遇到了舊識韓鴻豐。2月，感染肺病吐血，住院臥床數月。4月15日，離開基爾，6月2日，回到廣州嶺南大學哲學系任教。
1932年5月19日，廣州市教育界在國立中山大學舉行教育會議，第一條議案是："停辦文法科或減少數量，同時增設職業學校，以適應社會生活之需要。"陈序经反對停辦文法科，但並不反對職業教育，他在5月26日發表《對於現代大學教育方針的商榷》。他的見解为邹鲁所接受，國立中山大学的文法学院没有停办，1933年，國立勷勤大学也重设“文史系”。1933年3月26日，陳序經在《獨立評論》上發表《教育的中國化和現代化》一文，主張建立一個完整的教育體系。10月，中大校长邹鲁請陈序经在國立中山大学文学院講授“文明开展论”。12月29日晚，陳序經在中大礼堂發表了《中国文化之出路》的演讲，提出全盤西化論，被看作是30年代中西文化論爭的開始。
1934年夏，到南开大学经济研究所任職並在社會學系兼課。1935年，升任研究所主任。他到河北各地的鄉村建設試驗區走訪，指出以農立國的錯誤，提倡工業化。1月到6月，到暹羅考察。1937年，七七事變後，南開校舍被日軍轟炸，陳序經這時在廣東順德考察當地的蠶絲工業。7月底，北上南京。8月20日，前往長沙籌辦臨大。1938年初，和方顯廷乘火車離開長沙到桂林，後到香港、河內、昆明。到西南联合大学位於蒙自的法商学院任院长。半年後隨學院搬回昆明。1939年，重慶南開中學建校，於是於1940年底舉家從昆明遷往重慶居住，開學時到昆明任課，放假時到重慶家裡住。1944年8月，和楊振聲一起到美國講學。1945年8月，回國，拒绝宋子文出任暹罗大使的邀约。10月1日，陳序經和張奚若等十名聯大教授呼籲停止內戰，呼籲和平。1946年9月，南开大学轉為國立在天津复校，陳序經任教务长兼政治经济学院院长及经济研究所所长。
1947年暑假，搬家到廣州。11月，私立海南大學建校，陳序經是校董之一。1948年春，再次下南洋考察。8月1日，回廣州任岭南大学校长。向金城銀行、中國銀行等銀行集資，讓嶺大的經濟狀況得以好轉。8月30日，恢復嶺大社會研究所，更名西南社會經濟研究所。1949年，趁内战中原、华东告急，说服陈寅恪、姜立夫、谢志光、陈国桢、陈耀真、毛文书、秦光煜、陈永龄、许天禄等学者来到岭南大学任教，皮膚科名醫黃啟阜亦经其劝说到港。10月30日，廣州市人民政府成立。1951年，嶺大暫時維持私立。
1952年，全国高校院系调整，中山大学文理科与岭南大学文理科及其他一些高校系科合并组成新的中山大学，嶺大被實際上撤銷；5月26日，廣州高校發起思想改造運動，陳序經也參與其中。1955年，中山大學副校長龍潛在中大成立黨支部，相應肅反運動，陳序經被指是“嶺大小集團”的“頭目”。1954年，任中山大学历史系教授。每天晚上早睡，凌晨3点多起床读书或写作，5点开始在校园内散步。1956年11月16日，被任命为中山大学副校长。1957年，兼任暨南大学筹备委员会会副主任。3月，參加全國政協。1963年，任暨南大学校长、校董事会筹备委员会副主任、校董事会副主席。1964年6月，调任南开大学副校长。
“文化大革命”期间受到迫害。1967年，被指控为“里通外国”“特务间谍”。2月16日，因脑溢血驟逝，卻被红卫兵污衊為畏罪自杀。其子陳其津搶在中山大学銷毀他放在嶺南大學陸佑堂頂閣的藏書和資料前盡可能的收集了一部分，但大部分的資料還是佚失了。
1979年3月2日，南开大学为其平反，5月25日，在天津烈士陵園舉辦陳序經的追悼會。6月，广东省政协为其举行骨灰安放仪式。

## 纪念
1989年，1954年至1956年写成的遗著《匈奴史稿》出版。
2003年陈序经诞辰100周年，南开大学，中山大学将举行有关纪念活动。

## 学术成就
陈序经於1930年代提出“全盘西化”理论，引发巨大反响。他精通英语、德语、法语和拉丁语。1949年前致力于中西文化的研究。1949年後主要研究边疆史。

## 著作
- 1949年前
  - 《现代主权论》（1928）
  - 《中国文化的出路》（1931）
  - 《中国文化的出路》（1934）
  - 《乡村建设运动平议》（1937）
  - 《暹罗与中国》（1939）
  - 《顺德缫丝工业调查报告》（1939，與吕学海合著）
  - 《疍民的研究》（1946）
  - 《西洋文化观》（1947）
  - 《美国文化观》（1947）
  - 《东方文化观》（1947）
  - 《中国文化观》（1947）
  - 《中西文化观》（1947）
  - 《南北文化观》（1947）
  - 《文化学概论》（1948）
  - 《南洋与中国》（1948）
  - 《暹罗与中国》（1948）
  - 《社会学起源》（1948）
  - 《大学教育论文集》（1949）
  - 《社会学的起源》（1949）
  - 《越南问题》（1949）

- 1949年以后
  - 《东南亚古史初论》
  - 《越南史料初辑》
  - 《林邑史初编》
  - 《扶南史初探》
  - 《猛族诸国考》
  - 《掸泰古史初稿》
  - 《藏缅古国初释》
  - 《马来南海古史初述》
  - 《匈奴史稿》
  - 《疍民研究》
  - 《中西交通史》
  - 《泐史漫筆》
  - 《匈奴史稿》（遗稿，1989年出版）

## 家庭
长子陈其津，生于天津，华南理工大学教授；长女陈曼仙，生于德国，现就职于武汉结核病防治院；二女陈穗仙，生于广州，现工作于电力系统；三女陈云仙，生于云南，天津音乐学院钢琴系教授；四女陈渝仙，生于重庆，现任华师附中历史科高级教师。

## 故居
陈序经在中山大学的旧居现位于今中山大学广州校区南校园东北区319号。

## 相关文献
- 邹鲁：《致陈序经聘书》
- 陈穗仙：《前史的见证——留念父亲陈序经一百诞辰》